# Sphenomorphus loriae
Sphenomorphus loriae — вид сцинкоподібних ящірок родини сцинкових (Scincidae). Ендемік Папуа Нової Гвінеї.

## Поширення і екологія
Sphenomorphus loriae мешкають в горах Овен-Стенлі на півострові Папуа на південному сході Нової Гвінеї. Вони живуть в середньогірських тропічних лісах, на висоті від 1000 до 1500 м над рівнем моря.